# Listă de ambasadori români
Aceasta este o listă de ambasadori români:

## Arabia Saudită
- Emil Ion Vasiliu (2000-2007)[1]

## Argentina
- Carmen Podgorean [2]

## Australia
- Nineta Bărbulescu [3]

## Austria
- Emil Hurezeanu (2021-)[4]

## Belgia
- Ștefan-Alexandru Tinca (2012-2016)[5]

## Republica Populară Chineză
- Vasilică Constantinescu (2017-0)[6]

## Elveția
- Mircea Malița (1980-1982)
- Anca Opriș  (?0-2016)[7][8]

## Filipine
- Emil Ion Vasiliu (1995-1997)[1]

## Franța
- Luca Niculescu (2016-2022) [9]

## Germania
- Florea Dudiță (1993-1997)[10]
- Tudor Gavril Dunca (1997-2000)[11][12]
- Adrian Vierita (2002-2006)[13]
- Bogdan Mazuru (2006-2009)[14]
- Lazăr Comănescu (2009-2015)[15]
- Emil Hurezeanu (2015-2021)[16]
- Adriana Stănescu (2021-)[17]

## Iran
- Nicolae Ștefan (1978-1986)[18][19]
- Ilie Cîșu (1986-1990)[19][20]
- Emil Ion Vasiliu (1990-1994)[1][20][21]
- Cristian Teodorescu (1994-1998)[22][23]
- Niculae Stan (2000-2004)[24][25]
- Cristian Teodorescu (2006-2016))[26][8]
- Adrian Kozjacski (2016-0)[27]

## Japonia
- Radu Șerban (martie 2012 - august 2016)

## Kazahstan
- Înființarea ambasadei (1992)[28]
- Vasile Soare (2002-2008) [29]
- Emil Rapcea (2008-2012)[30]
- Nicolae Ureche (2012-2016)[31][32][33]
- Cezar Manole Armeanu (aprilie 2017-0)[6]

## Kârgâzstan
- Cezar Manole Armeanu (iulie 2017-0)[34]

## Lesotho
- Marius Constantin Borănescu (iulie 2017-0)[34]

## Luxemburg
- Vlad Alexandrescu [35]

## Republica Moldova
- Marius Lazurca [36]

## Mozambic
- Marius Constantin Borănescu (2017-0)[34]

## Oman
- Nicolae Ștefan (?0-1987)[37]
- Gheorghe Șerbănescu (1987-0?)[37]

## Palestina
- Marin Albu (2009-0?)[38]
- Cătălin Mihai Țîrlea (octombrie 2017-0)[38][39]

## Regatul Unit
- Ion Jinga

## Rusia
- Vasile Soare

## Singapore
- Florin Marius Tacu (aprilie 2017-0)[6]

## Slovenia
- Cosmin Boiangiu (2012-2016)[40]

## Statele Unite ale Americii
Doctor Constantin Angelescu (1917 -1918)
- Mircea Geoană (1996-2000)
- Iulian Buga (2013-2015)
- George Maior (2015-2021)
- Andrei Muraru (2021-)[41]

## Tadjikistan
- Cezar Manole Armeanu (aprilie 2017-0)[6]

## Thailanda
- Bogdan Badea (iulie 2017-0)[34]

## Tunisia
- Dan Stoenescu (mai 2017-0)[42]

## Zambia
- Marius Constantin Borănescu (iulie 2017-0)[34]